# Список підводних човнів Російської імперії
Список підводних човнів Російської імперії — перелік підводних човнів, що будувалися та перебували на озброєнні російського імператорського флоту. Список представлений у хронологічному порядку, починаючи з 1903 року, з моменту отримання на озброєння ВМФ першого підводного човна. 
Першим російським підводним човном, офіційно прийнятим на озброєння, вважається підводний човен «Дельфін», який увійшов до складу флоту в 1903 році під позначенням «міноносець № 113». Йому передував російський малий підводний човен «Матрос Петро Кішка», побудований у 1901 році й призначений для диверсійних операцій. Утім, човен фактично до складу флоту не увійшов, у 1903—1906 роках проходив випробування в Севастополі, після чого був списаний.

## Список підводних човнів Російської імперії

### Підводні човни Російського імператорського флоту (1904—1917)
| Тип                            | Зображення | Роки побудови | Роки експлуатації | Кількість кораблів типу | ПЧ | Прим.                                                                                        |
| ------------------------------ | ---------- | ------------- | ----------------- | ----------------------- | --- | -------------------------------------------------------------------------------------------- |
| Підводні човни 1904—1917 років |            |               |                   |                         | |                                                                                              |
| «Дельфін»                      |            | 1901 — 1904   | 1904 — 1917       | 1                       | «Дельфін» |                                                                                              |
| «Касатка»                      |            | 1904 — 1905   | 1905 — 1917       | 6                       | «Касатка», «Скат», «Налим», «Макрель», «Окунь», «Фельдмаршал Граф Шереметєв» |                                                                                              |
| «Форель»                       |            | 1903 — 1904   | 1904 — 1911       | 1                       | «Форель» |                                                                                              |
| «Карп»                         |            | 1904 — 1907   | 1904 — 1917       | 3                       | «Карп», «Карась», «Камбала» |                                                                                              |
| «Кета»                         |            | 1903 — 1904   | 1904 — 1908       | 1                       | «Кета» |                                                                                              |
| «Сом»                          |            | 1901 — 1906   | 1904 — 1917       | 7                       | «Сом», «Щука», «Пескар», «Стерлядь», «Белуга», «Лосось», «Судак» |                                                                                              |
| «Осетер»                       |            | 1902 — 1906   | 1904 — 1917       | 6                       | «Осетер», «Кефаль», «Сиг», «Бичок», «Палтус», «Плотва» |                                                                                              |
| «Поштовий»                     |            | 1905 — 1906   | 1906 — 1915       | 1                       | «Поштовий» |                                                                                              |
| «Кайман»                       |            | 1905 — 1911   | 1911 — 1918       | 4                       | «Кайман», «Алігатор», «Крокодил», «Дракон» |                                                                                              |
| «Мінога»                       |            | 1906 — 1910   | 1910 — 1917       | 1                       | «Мінога» |                                                                                              |
| «Акула»                        |            | 1906 — 1910   | 1911 — 1915       | 1                       | «Акула» |                                                                                              |
| «Краб»                         |            | 1912 — 1915   | 1915 — 1918       | 1                       | «Краб» | перший у світі спеціалізований підводний човен для встановлення під водою мінних загороджень |
| «Морж»                         |            | 1911 — 1914   | 1914 — 1917       | 3                       | «Нерпа», «Морж», «Тюлень» |                                                                                              |
| «Нарвал»                       |            | 1911 — 1916   | 1915 — 1919       | 3                       | «Нарвал», «Кит», «Кашалот» |                                                                                              |
| «Барс»                         |            | 1915 — 1917   | 1916 — 1917       | 20+3 (недобудовані)     | «Барс», «Вепр», «Вовк», «Гепард», «Змія», «Єдиноріг», «Левиця», «Тигр», «Пантера», «Рись», «Кугуар», «Леопард», «Угор», «Гагара», «Вутка», «Буревісник», «Орлан», «Тур», «Ягуар», «Форель» «Пелікан», «Лебідь», «Язь» |                                                                                              |
| «Йорж»                         |            | 1916 — 1917   | 1917 — 1918       | 1                       | «Йорж» | переобладнаний з типу «Барс»                                                                 |
| «Святий Георгій»               |            | 1914 — 1917   | 1917 — 1917       | 1                       | «Святий Георгій» | ПЧ італійського виробництва                                                                  |
| «Американський Голланд»        |            | 1917 — 1918   | 1917 — 1918       | 11                      | АГ-11, АГ-12, АГ-13, АГ-14, АГ-14, АГ-21, АГ-22, АГ-23, АГ-24, АГ-25, АГ-26 | ПЧ американського виробництва типу «H»                                                       |